# 2. divisjon 1978
L'edizione 1978 della 2. divisjon norvegese di calcio vide la vittoria finale del Mjøndalen e del Rosenborg, a cui si è aggiunta la promozione dell'HamKam.
Nel gruppo C sono state incluse le squadre provenienti dalla parte settentrionale della Norvegia: la 1ª classificata ha partecipato alle qualificazioni alla 1. divisjon, mentre la 2ª e la 3ª hanno raggiunto la salvezza; tutte le altre squadre sono retrocesse in 3. divisjon. A partire dall'anno successivo, la nuova formula del campionato avrebbe previsto due gironi da 12 squadre ciascuno.

## Classifica finale

### Gruppo A
|    | Classifica   | G  | V  | N | P  | GF | GS | Dif | Pt |
| -- | ------------ | -- | -- | - | -- | -- | -- | --- | -- |
| 1  | Mjøndalen    | 18 | 13 | 3 | 2  | 42 | 14 | +28 | 29 |
| 2  | Fredrikstad  | 18 | 12 | 2 | 4  | 47 | 24 | +23 | 26 |
| 3  | Vard         | 18 | 10 | 5 | 3  | 29 | 14 | +15 | 25 |
| 4  | Odd          | 18 | 9  | 3 | 6  | 30 | 19 | +11 | 21 |
| 5  | Sogndal      | 18 | 8  | 0 | 10 | 33 | 31 | +2  | 16 |
| 6  | Vigør        | 18 | 5  | 5 | 10 | 18 | 26 | -8  | 15 |
| 7  | Vigrestad    | 18 | 4  | 5 | 9  | 19 | 37 | -18 | 13 |
| 8  | Fram Larvik  | 18 | 4  | 4 | 10 | 24 | 32 | -8  | 12 |
| 9  | Os           | 18 | 4  | 4 | 10 | 28 | 55 | -27 | 12 |
| 10 | Strømsgodset | 18 | 3  | 5 | 10 | 19 | 37 | -18 | 11 |

#### Verdetti del gruppo A
- Mjøndalen promosso nella 1. divisjon.
- Fredrikstad alle qualificazioni alla 1. divisjon.
- Os agli spareggi per non retrocedere.
- Strømsgodset retrocesso.

### Gruppo B
|    | Classifica      | G  | V  | N | P  | GF | GS | Dif | Pt |
| -- | --------------- | -- | -- | - | -- | -- | -- | --- | -- |
| 1  | Rosenborg       | 18 | 11 | 5 | 2  | 42 | 15 | +27 | 27 |
| 2  | HamKam          | 18 | 11 | 1 | 6  | 26 | 22 | +4  | 23 |
| 3  | Frigg           | 18 | 9  | 3 | 6  | 34 | 19 | +15 | 21 |
| 4  | Nessegutten     | 18 | 6  | 6 | 6  | 23 | 19 | +4  | 18 |
| 5  | Raufoss         | 18 | 6  | 5 | 7  | 26 | 24 | +2  | 17 |
| 6  | Strindheim      | 18 | 5  | 7 | 6  | 15 | 24 | -9  | 17 |
| 7  | Stjørdals-Blink | 18 | 5  | 7 | 6  | 15 | 24 | -9  | 17 |
| 8  | Hødd            | 18 | 5  | 5 | 8  | 22 | 33 | -11 | 15 |
| 9  | Strømmen        | 18 | 4  | 6 | 8  | 14 | 23 | -9  | 14 |
| 10 | Kongsvinger     | 18 | 4  | 3 | 11 | 16 | 27 | -11 | 11 |

#### Verdetti del gruppo B
- Rosenborg promosso nella 1. divisjon.
- HamKam alle qualificazioni alla 1. divisjon.
- Strømmen agli spareggi per non retrocedere.
- Kongsvinger retrocesso.

### Gruppo C
|    | Classifica     | G  | V  | N | P  | GF | GS | Dif | Pt |
| -- | -------------- | -- | -- | - | -- | -- | -- | --- | -- |
| 1  | Tromsø         | 18 | 12 | 3 | 3  | 43 | 15 | +28 | 27 |
| 2  | Mjølner        | 18 | 11 | 5 | 2  | 34 | 18 | +16 | 27 |
| 3  | Mo             | 18 | 11 | 4 | 3  | 40 | 19 | +21 | 26 |
| 4  | Harstad        | 18 | 8  | 6 | 4  | 36 | 21 | +15 | 22 |
| 5  | Stålkameratene | 18 | 7  | 4 | 7  | 24 | 23 | +1  | 18 |
| 6  | Grand Bodø     | 18 | 4  | 7 | 7  | 22 | 23 | -1  | 15 |
| 7  | Alta           | 18 | 5  | 4 | 9  | 19 | 27 | -8  | 14 |
| 8  | Mosjøen        | 18 | 6  | 2 | 10 | 25 | 38 | -13 | 14 |
| 9  | Lyngen         | 18 | 4  | 1 | 13 | 17 | 35 | -18 | 9  |
| 10 | Brønnøysund    | 18 | 3  | 2 | 13 | 22 | 63 | -41 | 8  |

#### Verdetti del gruppo C
- Tromsø alle qualificazioni alla 1. divisjon.
- Harstad, Stålkameratene, Grand Bodø, Alta, Mosjøen, Lyngen e Brønnøysund retrocesse.

### Qualificazioni per la 1. divisjon 1979
| 8 ottobre 1978 | Tromsø | 0 – 3 referto | HamKam |  |

| 11 ottobre 1978 | Fredrikstad | 1 – 0 referto | Tromsø |  |

| 15 ottobre 1978 | HamKam | 1 – 1 referto | Fredrikstad |  |

#### Classifica
|   | Classifica  | G | V | N | P | GF | GS | Dif | Pt |
| - | ----------- | - | - | - | - | -- | -- | --- | -- |
| 1 | HamKam      | 2 | 1 | 1 | 0 | 4  | 1  | +3  | 3  |
| 2 | Fredrikstad | 2 | 1 | 1 | 0 | 2  | 1  | +1  | 3  |
| 3 | Tromsø      | 2 | 0 | 0 | 2 | 0  | 4  | -4  | 0  |

- HamKam promosso nella 1. divisjon.

### Spareggio per non retrocedere
| 7 ottobre 1978 | Os | 2 – 1 referto | Strømmen |  |

| 14 ottobre 1978 | Strømmen | 0 – 1 referto | Os |  |

- Strømmen retrocesso nella 3. divisjon.